# Palazzetto dello Sport (Cisterna di Latina)
Il Palazzetto dello Sport è un impianto sportivo situato a Cisterna di Latina. Inaugurato nel 2018, ospita le partite interne del Cisterna Volley e del Basket Latina. Ha anche ospitato l'Eurobasket Roma nella stagione 2019/2020.
È situato in viale delle Province e dista circa 50 metri dalla stazione ferroviaria di Cisterna di Latina tanto che si può utilizzare il sottopassaggio interno alla stazione per accedere, in poche decine di metri, all'ingresso del palazzetto dello sport.